# 弗蒂戈崖
63°48′S 57°26′W / 63.800°S 57.433°W
弗蒂戈崖（英語：Vertigo Cliffs），是南極洲的山崖，位於詹姆斯羅斯島群的維加島北岸，海拔高度約200米，由英國南極名稱諮詢委員會命名，現時由南極條約體系管理。